# Hermann Heiberg
Hermann Heiberg (ur. 17 listopada 1840 w Szlezwiku, zm. 16 lutego 1910 tamże) – niemiecki pisarz i przedsiębiorca. 
Pierwotnie chciał studiować prawo, ale sytuacja polityczna przekreśliła jego plany, więc uczył się handlu książkami w Kilonii, po czym założył w Szlezwiku firmę a następnie ją sprzedał i przeniósł się do Berlina. Tam w 1870 został redaktorem w „Norddeutsche Allgemeine Zeitung”, później przenosząc się do „Spenersche Zeitung” w Lipsku. Później pracował w banku i branży ubezpieczeniowej. W 1881 porzucił biznes i napisał swoją pierwszą książkę „Plaudereien mit der Herzogin von Seeland“, która od razu przyniosła mu sukces. Od tego czasu poświęcił się wyłącznie pisaniu, napisał prawie 80 zbiorów nowel i powieści. Tworzył również karykatury. Z uwagi na styl utworów naturaliści ogłosili go swoim liderem, ale ostatecznie został zapomniany. Najbardziej znane utwory to „Apotheker Heinrich” (1885), „Ein Weib“ (1887).